# Idomeneusz (történetíró)
Idomeneusz Lampszakénosz (görög betűkkel Ἰδομενεύς Λαμψακηνός, latinosan Idomeneus) görög életrajzíró és történetíró. Lampszakoszban (ma a törökországi Lamszaki) i. e. 325 – i. e. 310 körül született. Valójában epikureus filozófus, Epikurosz közeli barátja és tanítványa, azonban filozófiai tárgyú munkát nem írt.
Idomeneusz aktívan politizált, ami egyébként idegen az epikureizmustól, Lampszakoszban türannosz volt. Az egyetlen történetíró az epikureusok közt, ám munkásságát nagyban befolyásolta, hogy saját politikai tevékenysége miatt nem tudott objektív lenni. Mind a „népvezéreket” (démagógosz), mind a szókratészi filozófiai iskola követőit elítélően említi két történeti tárgyú munkájában (Τα περι των Σωκρατικων Ta peri tón Szókratikón és Περι δημαγωγων Peri démagógón). A Τα περι των Σωκρατικων-t Diogenész Laertiosz idézi és csak annyi ismert belőle, amennyi itt olvasható. A Ἱστορία τῶν κατὰ Σαμοθρᾴκην (Hisztoria tón kata Szamothrakén) című helytörténeti munkájának csak a címét ismerjük a Szuda-lexikonból.
Életrajzaiból az alábbi fejezetekből maradtak fenn töredékek:
- Peiszisztratosz, Themisztoklész és Hüpereidész Naukratiszi Athénaiosznál (XII.532–533, XII.576, XIII.590)
- Ariszteidész, Periklész, Démoszthenész és Phókión Plutarkhosznál
- Aiszkhinész Apollóniosznál

Az életrajzaiban nem törekedett forrásainak ellenőrzésére, mendemondákat és pletykákat ír le a tények mellé megkülönböztetés nélkül. Plutarkhosz például azt az állítását vonta kétségbe, miszerint Periklész ölte volna meg Ephialtészt.
Valószínűleg szülővárosában, i. e. 270 után halt meg.